# (1174) Marmara
(1174) Marmara ist ein Asteroid des Hauptgürtels, der am 17. Oktober 1930 vom deutschen Astronomen Karl Wilhelm Reinmuth in Heidelberg entdeckt wurde. 
Der Name ist vom Marmarameer abgeleitet.